# Hernando Island
Hernando Island är en ö i Kanada.   Den ligger i Powell River Regional District och provinsen British Columbia, i den sydvästra delen av landet, 3 700 km väster om huvudstaden Ottawa. Arean är 10,2 kvadratkilometer.
Terrängen på Hernando Island är platt. Den sträcker sig 4,7 kilometer i nord-sydlig riktning, och 4,2 kilometer i öst-västlig riktning.